# Тера деј Чечи (Пиза)
Тера деј Чечи је насеље у Италији у округу Пиза, региону Тоскана.
Према процени из 2011. у насељу је живело 11 становника. Насеље се налази на надморској висини од 60 м.